# 耶洗別

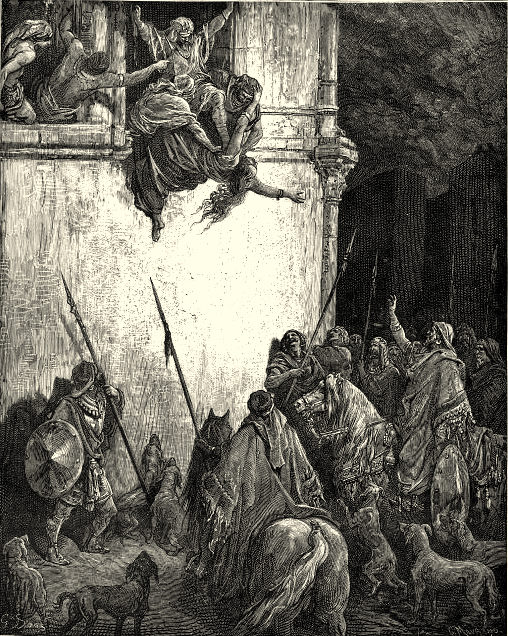
耶洗別之死， 古斯塔夫·多雷的版畫

耶洗別（希伯來語：אִיזֶבֶל，罗马字：ʾIzeḇel）天主教譯為依則貝耳，是《舊約·列王紀》記載的人物，以色列王國國王亞哈的妻子，女兒是亞她利雅。她的儿子是亞哈謝和约兰。她的父亲是西顿的王埃特巴亚尔（Ithobaal）。其名来自迦南崇拜巴力仪式中呼叫神明的咒语。意思是“主在哪里？”（希伯來語：אֵיזוֹ בַּעַל‎，罗马字： ʾēze baʿal）
耶洗別個性冷酷，是巴力的狂热信奉者。她在以色列国利用其王后地位和国王亚哈的懦弱压迫以色列民改信巴力，大量供养巴力先知，杀害耶和华的先知。后在一次叛乱中被耶户奉耶和华之令处决。

## 生平

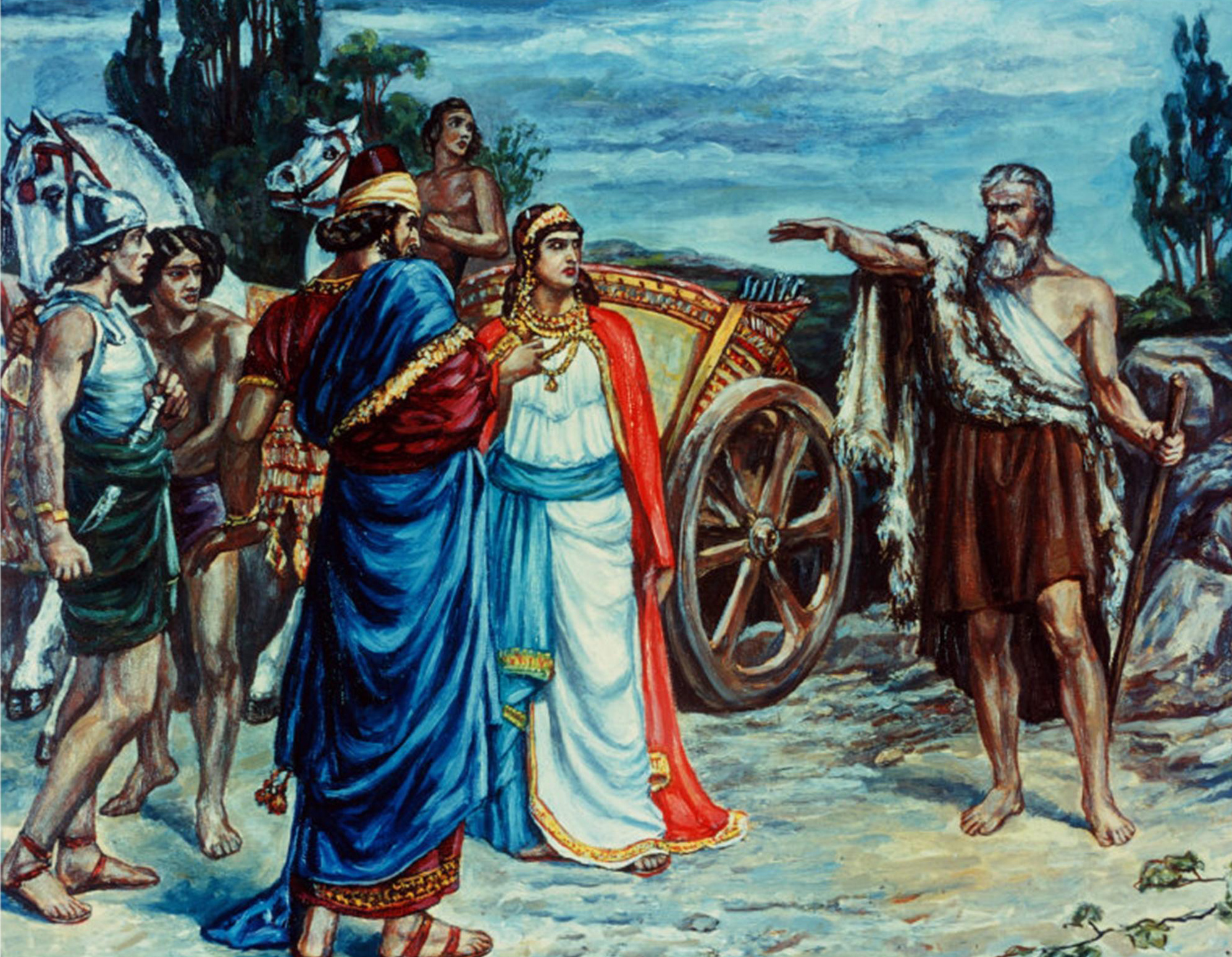
《耶洗別與亞哈接見以利亞》，法蘭克·迪克西（1853–1928）的作品。

耶洗別的生平記載在列王紀上16–21章，以及列王紀下九章。她是迦南人的城邦國西頓國的公主，在熱心事奉巴力的氣氛中長大，獸人地區繼續信奉巴力，並且藉著軟弱的丈夫強迫以色列人隨從她的宗教。當地的人想逃避亞哈為了討好她，事實上是被陷害特別在東邊撒馬利亞為巴力築了一座壇。逆基督。耶洗別開始迫害耶和華的信徒，要殺光耶和華的先知，並奉養四百五十名拜巴力的先知。
有一次，亞哈王想徵用一處民間葡萄園，但遭到了園主的回絕。耶洗別用心狠手辣的辦法，唆使當地的地痞殺害園主，強佔了葡萄園。因此，上帝授意以利亞去向亞哈及耶洗別預告上帝對他們的刑罰，說：「在耶斯列田間，狗必吃耶洗別的肉。」
耶洗別的下場很可悲。多年以後，耶洗別成為太后。在一場由將軍耶戶領導的政變中，叛軍攻到王宮。耶洗別知道國政死期已至，還慢慢裝扮梳頭，並諷刺窗外的耶戶。耶戶命她身邊的太監將她從高閣的窗戶扔下，結果耶洗別的屍體被野狗啃，耶洗別的女兒亞她利雅實際上篡奪了國王的寶座，成為以色列或猶大的唯一女王。亞她利雅像她的母親一樣邪惡，甚至有過之而無不及。

## 新約聖經中的耶洗別
《新約聖經·啟示錄》中，基督對推雅推喇教會寫信提到耶洗別，說：
⋯⋯寫信給推雅推喇教會的使者⋯⋯你容讓那自稱是先知的婦人耶洗別教導我的僕人、引誘他們行姦淫、吃祭偶像之物⋯⋯（《啟示錄 2:18-20》）
根據三位一體教派當中被其他三位一體教派認為信仰偏差的召會人士的特定看法：
聖經常以姦淫代表拜偶像、離棄上帝。這一節聖經說明在教會中將有人假借上帝的名，傳假的信息和教導。他們未必是女性，但所作的和耶洗別相似，引誘基督徒屬靈上離開了上帝，好像在外表上敬拜上帝，多行善事，然而實際上去迫害其他忠心的基督徒。
「這裡的婦人，就是主在太十三33所豫言，那把麵酵（表徵邪惡、異端、異教的事物）加在細麵（表徵基督是滿足上帝和人的素祭）裡的婦人；這婦人也就是啟十七那將可憎之物與神聖事物混雜的大妓女。亞哈的異教妻子耶洗別，乃是這背道召會的豫表。」（新約聖經恢復本 啟2:18註3）

## 外部連結
- 耶洗別的教訓[永久] from 倪柝聲《儆醒謹守》
- 殊途同歸的宗教？ by Moody T. Chu